# Casa Joan Gelat
La casa Joan Gelat és un edifici d'habitatges situat a la cantonada dels carrers de Saragossa i de Septimània, al barri del Putxet i el Farró de Barcelona. Està catalogat com a bé amb elements d'interès (categoria C).

## Història i descripció
Va ser projectat el 1905 per l'arquitecte Àureo Bis Mas de Xaxars.
És un edifici en cantonada, d'estil modernista, de planta baixa, dos pisos i terrat. Hi destaca l'ornamentació floral de les finestres i les llindes de les balconeres de la primera planta, que s'integren a les mènsules de suport dels balcons de la planta superior.